# Emergent BioSolutions
Emergent BioSolutions ist ein US-amerikanisches Biopharma-Unternehmen.
Das Unternehmen entwickelt, produziert und vertreibt unter anderem Pockenimpfstoff (ACAM2000®), Anthraximpfstoff (BioThrax®), Anti-Anthrax-Antikörper (ANTHRASIL®), Heptavalent Botulism Antitoxin (BAT®), Choleraimpfstoff (VAXCHORA®) und Typhusimpfstoff (Vivotif®).
Das Unternehmen wurde 1998 unter dem Namen BioPort gegründet. Eine Umfirmierung zu Emergent BioSolutions fand 2004 statt. In den Jahren 2003, 2005 und 2006 wurden die Wettbewerber Antex Biologics Inc, Microscience Ltd, und Vivacs GmbH übernommen, wodurch die Produktpipeline stark vergrößert wurde. Im November 2006 ging Emergent BioSolutions an die Börse. Die kanadische Cangene Corporation wurde 2014 aufgekauft.
Nachdem es im März 2021 bei der Auftragsherstellung von SARS-CoV-2-Impfstoff in einem Werk in Baltimore zu einer Verwechslung der Inhaltsstoffe von Ad26.COV2.S (Johnson & Johnson) und AZD1222 (AstraZeneca) gekommen war und rund 15 Millionen Impfstoffdosen unbrauchbar wurden, wurde Emergent BioSolutions die weitere Produktion im Auftrag von AstraZeneca von staatlicher Seite untersagt.